# (39489) 1981 EU6
1981 إي يو 6 (ويعرف أيضًا باسم (39489) 1981 إي يو 6 وفق تسمية الكوكب الصغير) (بالإنجليزية: 1981 EU6)‏ هو كويكب ضمن حزام الكويكبات؛ وترتيبه 39489 من حيث الاكتشاف.
اكتُشف هذا الجُرم الفلكي بواسطة شيلت جون بوبي في 6 مارس 1981.

## وصلات خارجية
- (39489) 1981 EU6 في قاعدة بيانات مختبر الدفع النفاث لأجرام النظام الشمسي الصغيرة

- الاكتشاف · مخطط المدار ·  العناصر المدارية · المعلمات المادية

- (39489) 1981 EU6 على موقع ويكي سكاي: DSS2, SDSS, GALEX, IRAS, Hydrogen α, X-Ray, Astrophoto, Sky Map, Articles and images